# Лемон (Јужна Дакота)
Лемон (енгл. Lemmon) град је у америчкој савезној држави Јужна Дакота.

## Демографија
По попису из 2010. године број становника је 1.227, што је 171 (-12,2%) становника мање него 2000. године.
| Група             | 2000.         | 2010.         |
| Белци             | 1.340 (95,9%) | 1.179 (96,1%) |
| Афроамериканци    | 2 (0,1%)      | 1 (0,1%)      |
| Азијати           | 5 (0,4%)      | 3 (0,2%)      |
| Хиспаноамериканци | 7 (0,5%)      | 8 (0,7%)      |
| Укупно            | 1.398         | 1.227         |